# Стокові вітри

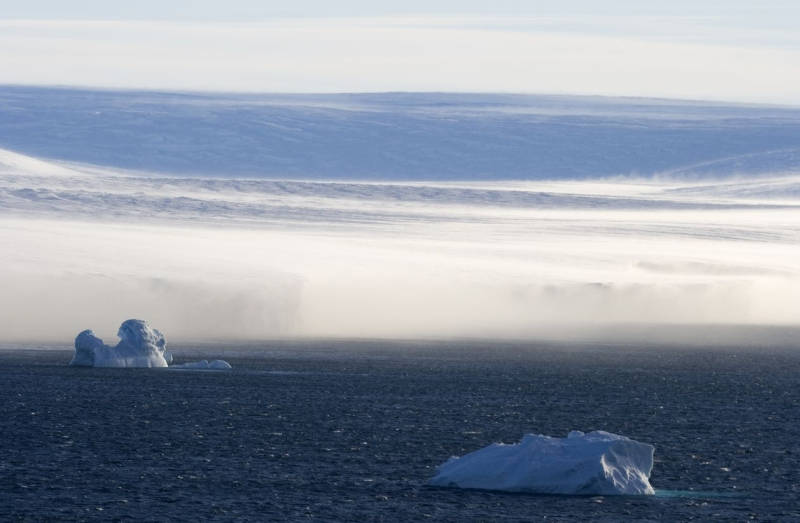
Катабатичний вітер на кромці антарктичного льодовика

Стокові, катабати́чні ві́три (від дав.-гр. κατάβασις, катабасис — спуск, зниження) — щільний і холодний повітряний потік, спрямований униз схилами земної поверхні під дією сили тяжіння (з гірських перевалів і вершин), а також спадні струмені холодного повітря в купчасто-дощових хмарах. Окремий випадок стокового вітру — льодовиковий вітер, потік повітря, що стікає з льодовика, в тому числі й рух повітря з великих льодовикових щитів до їх околиці.

## Утворення

Схема утворення катабатичних вітрів

Не всі вітри, що дмуть униз схилом, є катабатичними. Наприклад, такі вітри, як фен, чинук або бергвінд, є вітрами дощових сутінок, де, піднімаючись з навітряної сторони гірського хребта, повітря втрачає вологу та спускається з підвітряного боку сухим і теплим. Катабатичний вітер приносить до підніжжя гір похолодання, яке не компенсується адіабатичним нагріванням при спусканні повітряних мас. Утворення катабатичних вітрів пояснюється охолодженням повітря на гірських плато, вершинах, льодовикових полях. Оскільки щільність повітря збільшується при зниженні температури повітря, гравітаційні сили спрямовують його донизу схилом.
Чим довше схил, по якому розганяється стоковий вітер, тим він сильніший і в більшій товщі приземного повітря він спостерігається (до кількох сотень м). В Антарктиді стокові вітри виникають за 700—800 км від берега в глибині континенту і загасають над морем за 3-4 км від берега. Катабатичні вітри можуть досягати ураганних швидкостей, при посиленні місцевими умовам рельєфу вона досягає в деяких випадках 80-90 м/с. У Сухих долинах Мак-Мьордо вони розганяються до 320 км/год. Проте більшість не настільки інтенсивна та досягає швидкості 10 вузлів (18 км/год) або менше.

## Поширення

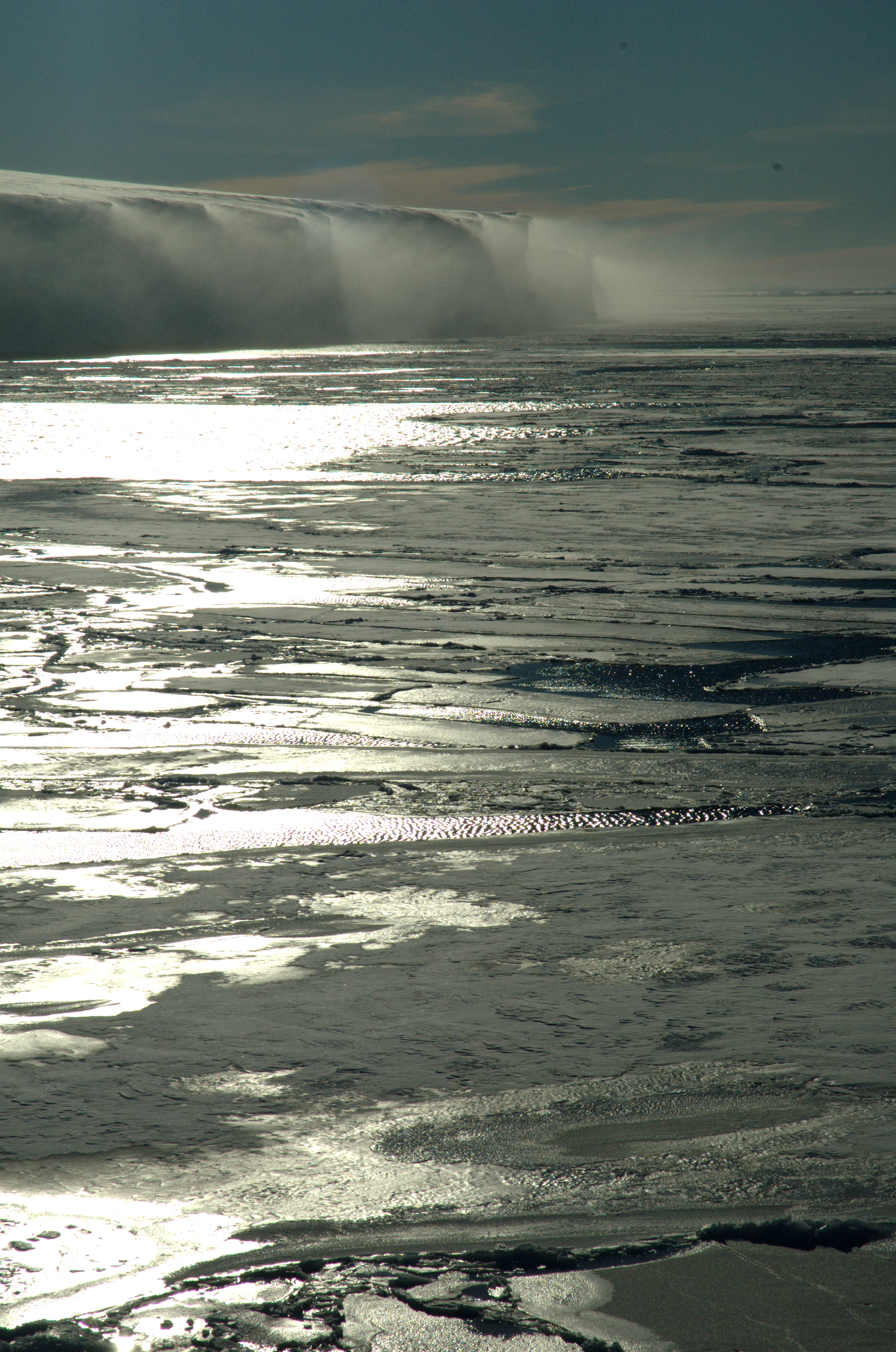
Катабатичний вітер зривається з краю шельфового льодовика

Катабатичні вітри відомі в багатьох гірських країнах і на узбережжях. У Норвегії такий вітер називають ельвегуст, в Ріо-де-Жанейро — терре-альтос, в Японії — оросі, на півдні Каліфорнії — вітер Санта-Ана, в Леванті — евроклідон. Найвираженішими є бора, льодовиковий вітер, стоковий вітер, містраль, інші.
Найчастіше катабатичні вітри дмуть з вкритих льодовиками поверхонь Антарктиди і Гренландії. У Гренландії такі вітри звуть пітерак. Вони особливо інтенсивні, коли поряд із узбережжям над поверхнею моря утворюється зона пониженого атмосферного тиску. У гірських долинах Вогняної Землі та Аляски, що виходять до морського узбережжя особливо небезпечні для суден шквальні вітри вілліво (англ. williwaw), які утворюються на льодових полях прибережних гір й розвивають швидкість над поверхнею моря 200—300 км/год.